# Cazals (Tarn-et-Garonne)
Cazals település Franciaországban, Tarn-et-Garonne megyében. Lakosainak száma 240 fő (2022. január 1.). Cazals Penne, Montricoux és Saint-Antonin-Noble-Val községekkel határos.

## Népesség
A település népessége az elmúlt években az alábbi módon változott:
| Lakosok száma | 234  | 226  | 225  | 229  | 233  | 236  | 238  | 240  |
|               | 2013 | 2015 | 2017 | 2018 | 2019 | 2020 | 2021 | 2022 |